# 阿拉韋爾迪
41°08′N 44°39′E / 41.133°N 44.650°E

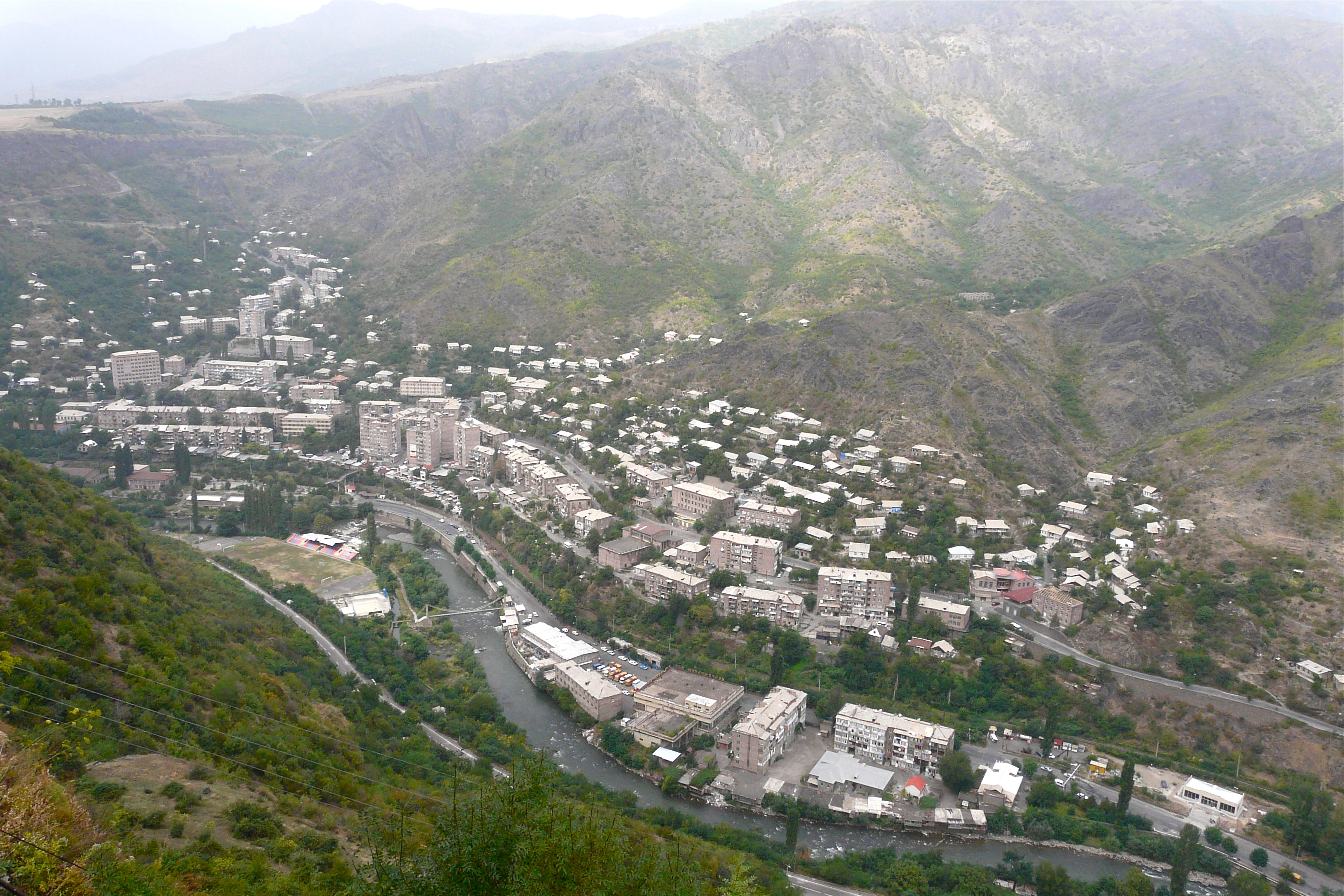

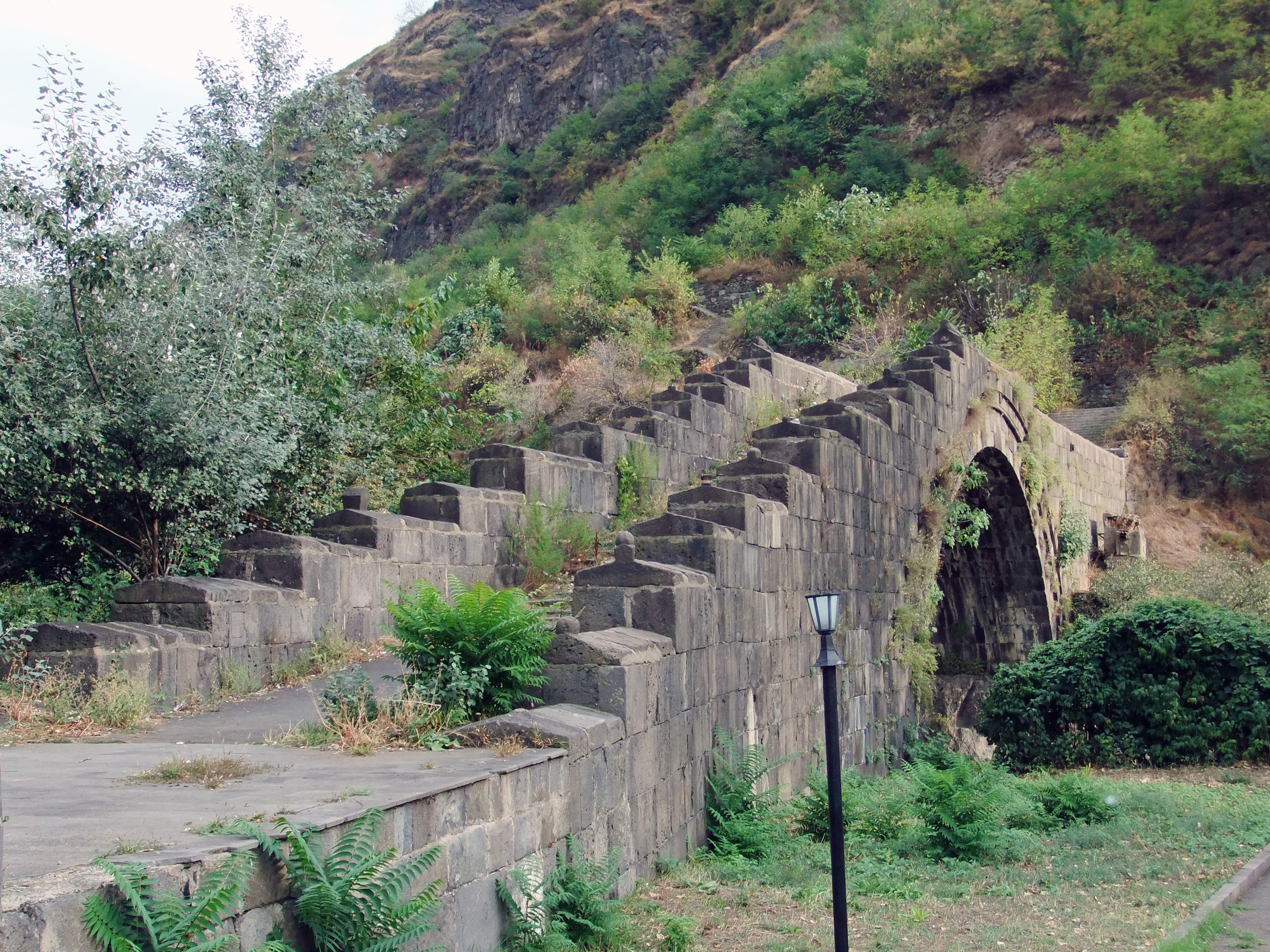

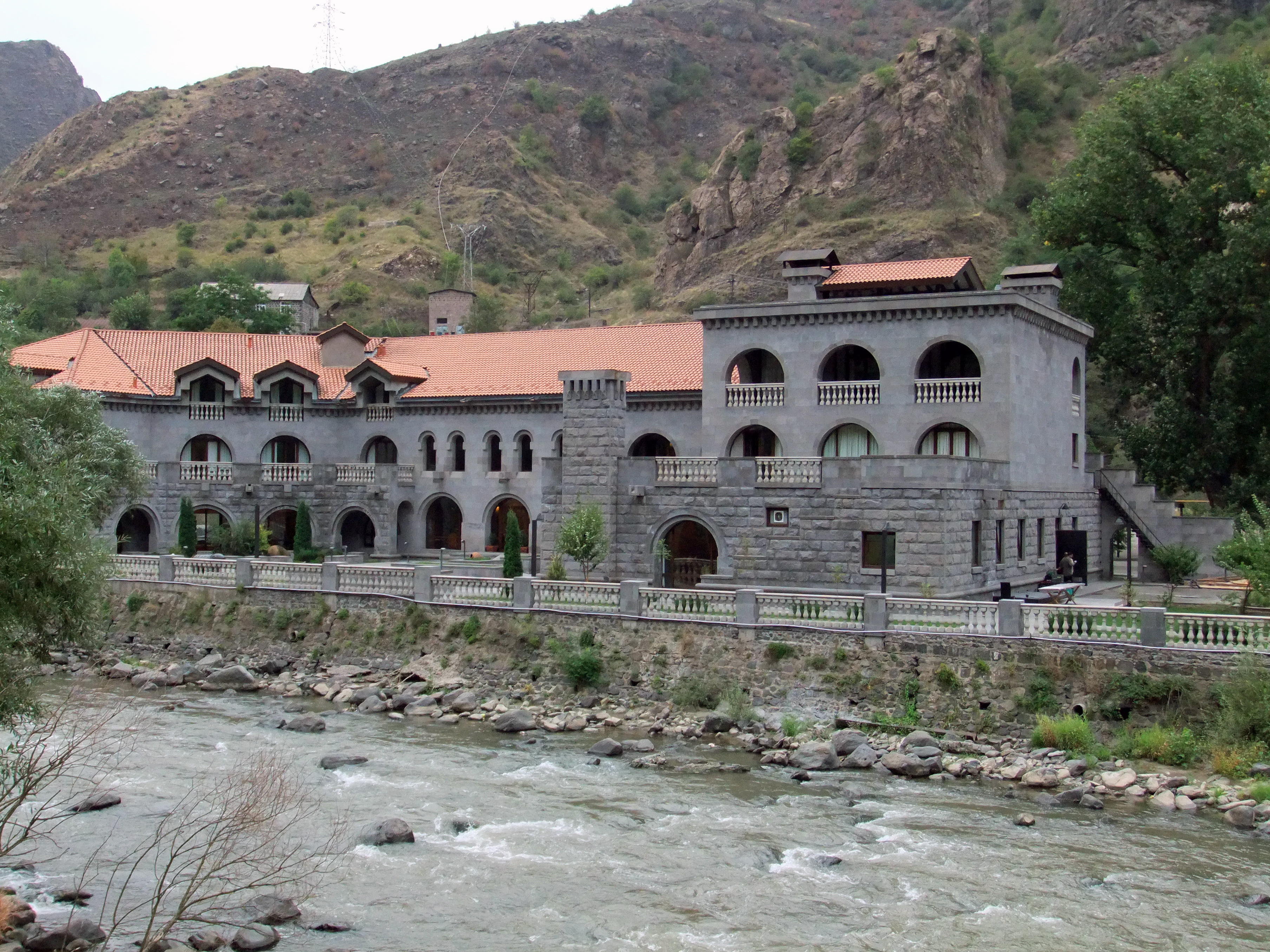

阿拉韋爾迪是亞美尼亞北部洛里州的城市，距離首都葉里溫167公里，面積18平方公里，最高點海拔高度約1,000米，2009年人口16,500。

## 外部連結
- 官方网站
- A brief description at Cilicia.com